# Schweizer Parlamentswahlen 2015
- PdA: 1
- Grüne: 11
- SP: 43
- EVP: 2
- GLP: 7
- CVP (inkl. CSP OW): 28
- BDP: 7
- FDP: 33
- MCG: 1
- Lega: 2
- SVP: 65

- Grüne: 1
- SP: 12
- CVP: 13
- BDP: 1
- FDP: 13
- Unabh.: 1
- SVP: 5

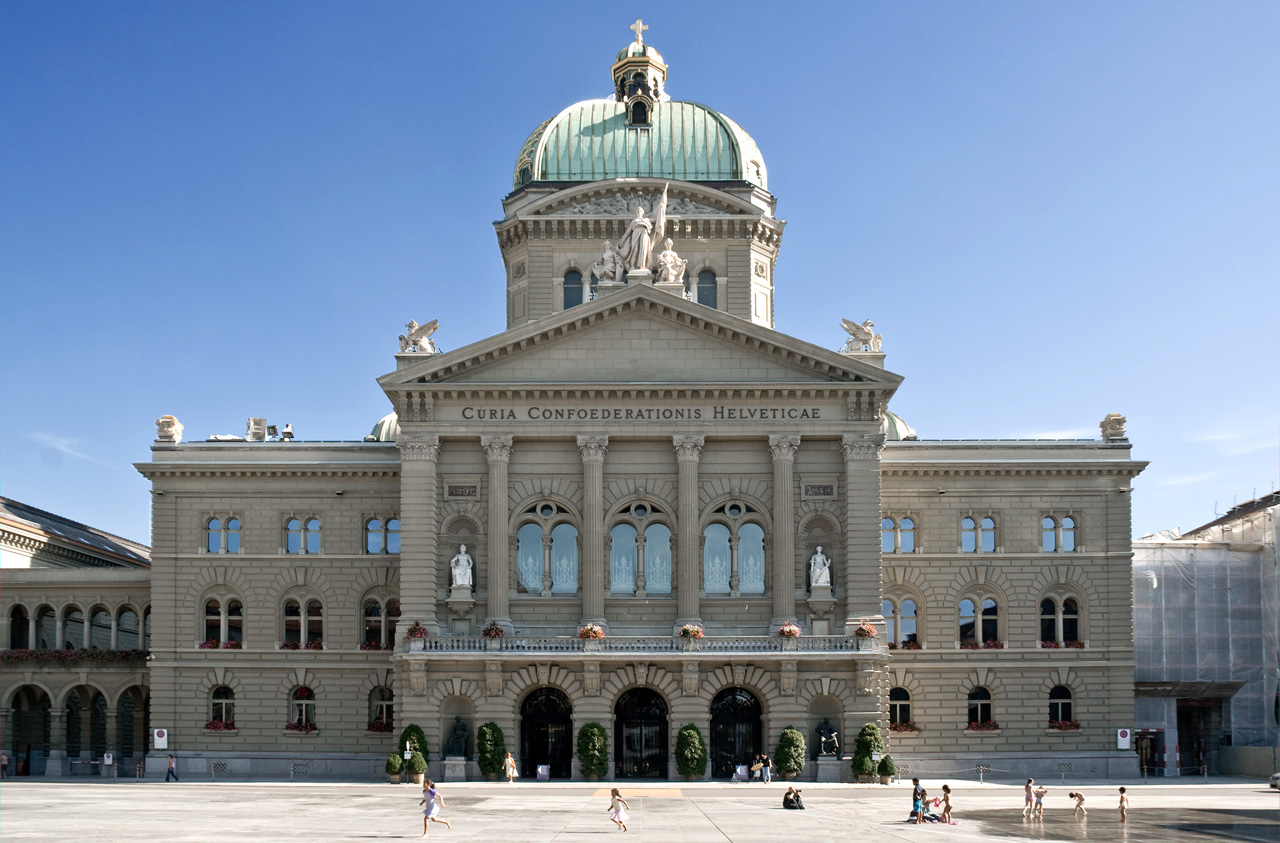
Bundeshaus in Bern

Die Schweizer Parlamentswahlen 2015 fanden am 18. Oktober 2015 statt. Dabei wurden die 200 Mandate des Nationalrates sowie 45 der 46 Mitglieder des Ständerates der Schweiz neu gewählt. National- und Ständerat bilden gemeinsam die Bundesversammlung. Die 50. Legislaturperiode dauerte vier Jahre – bis zu den Parlamentswahlen 2019.
Die Nationalratswahlen waren von einem «Rechtsrutsch» geprägt: Die SVP gewann 11 Sitze hinzu und konnte ein neues Rekordergebnis erzielen und auch die FDP gewann. Beide Parteien erreichten neu zusammen eine Mehrheit in der Grossen Kammer. Grüne, Grünliberale und BDP mussten dagegen Verluste einstecken.
Bei den Ständeratswahlen kam es dagegen nur zu geringen Veränderungen: Die FDP gewann zwei Sitze, während die GLP ihre Vertretung in der kleinen Kammer verlor.

## Wahlmodus

### Nationalrat

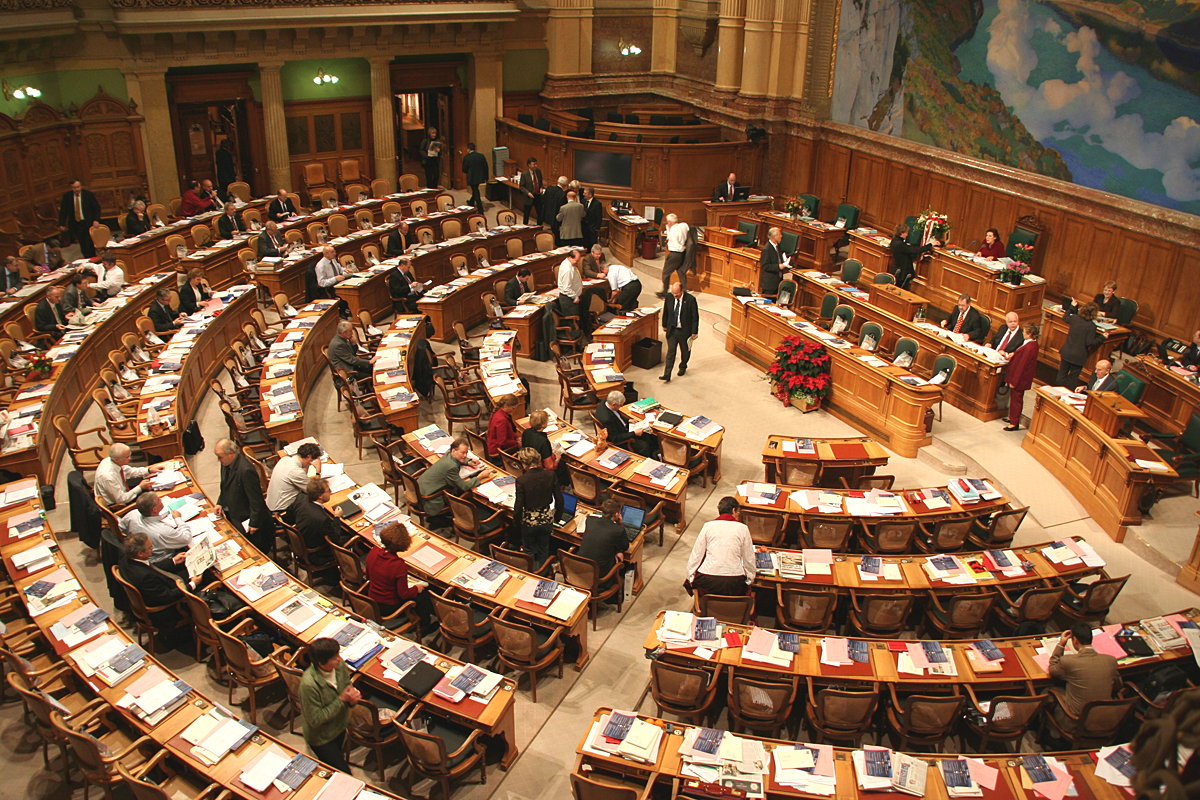
Nationalratssaal

Seit der Modernisierung der Volkszählung und der Verwendung der Verwaltungsdaten zur Erhebung der Bevölkerungszahlen 2007 basiert die Verteilung der Sitzzahlen auf die Kantone auf dem Stand der ständigen Wohnbevölkerung (inklusive nicht Stimmberechtigter) im auf die letzten Gesamterneuerungswahlen folgenden Jahr (in diesem Fall auf Ende 2012).
Gemäss den kantonalen Einwohnerzahlen per Ende 2012 kam es zu verschiedenen Veränderungen in den Sitzzahlen: Die Kantone Zürich (35), Aargau (16) und Wallis (8) gewannen je einen Sitz hinzu.
Je einen verloren haben die Kantone Bern (25), Solothurn (6) und Neuenburg (4). Die Sitzzahlen der anderen Kantone blieben unverändert.
Das Verteilverfahren nach Hare/Niemeyer und der Grundsatz, dass jeder Kanton Anspruch auf mindestens einen Sitz hat, blieben unverändert.
Jeder stimmberechtigte Bürger kann bei der Wahl so viele Kandidaten wählen, wie sein Kanton Mandate stellt. Gewählt wird auf Listen, wobei das Panaschieren und Kumulieren (höchstens zwei Stimmen für einen Kandidaten) möglich ist. In Kantonen mit nur einem Vertreter im Nationalrat findet eine Wahl nach Mehrheitsprinzip statt, es finde also keine Listenwahl statt.
Parteien, Wählergruppen und -vereine sowie Einzelpersonen können Wahllisten bei den Kantonen eingeben. In grossen Kantonen kandidieren Parteien nicht nur mit einer Liste: eine Unterscheidung in geografischer («Partei XY Ost»/«Partei XY West») oder sozialer («Jungpartei XY»/«Partei XY 60+») Hinsicht wird häufig gemacht. Möglich ist auch das Führen von mehreren Listen, um politische Strömungen innerhalb einer Partei zu unterscheiden («Partei XY Ökologisch»/«Partei XY Liberal»). Solche differenzierten Listen werden in der Regel als Unterlisten miteinander verbunden. Daneben können auch zwei oder mehrere Parteien eine Listenverbindung eingehen. In diesem Fall wird bei der (ersten) Sitzzahlzuteilung die Listenverbindung als eine einzige Liste betrachtet. In wenigen Fällen kam es in der Vergangenheit zu Mischlisten, bei der Kandidaten zwei oder mehrerer Parteien auf derselben Liste kandidierten.
Die Sitzzahlzuteilung erfolgt nach dem Hagenbach-Bischoff-Verfahren, einer Berechnungsvariante des D’Hondt-Verfahrens.

### Ständerat

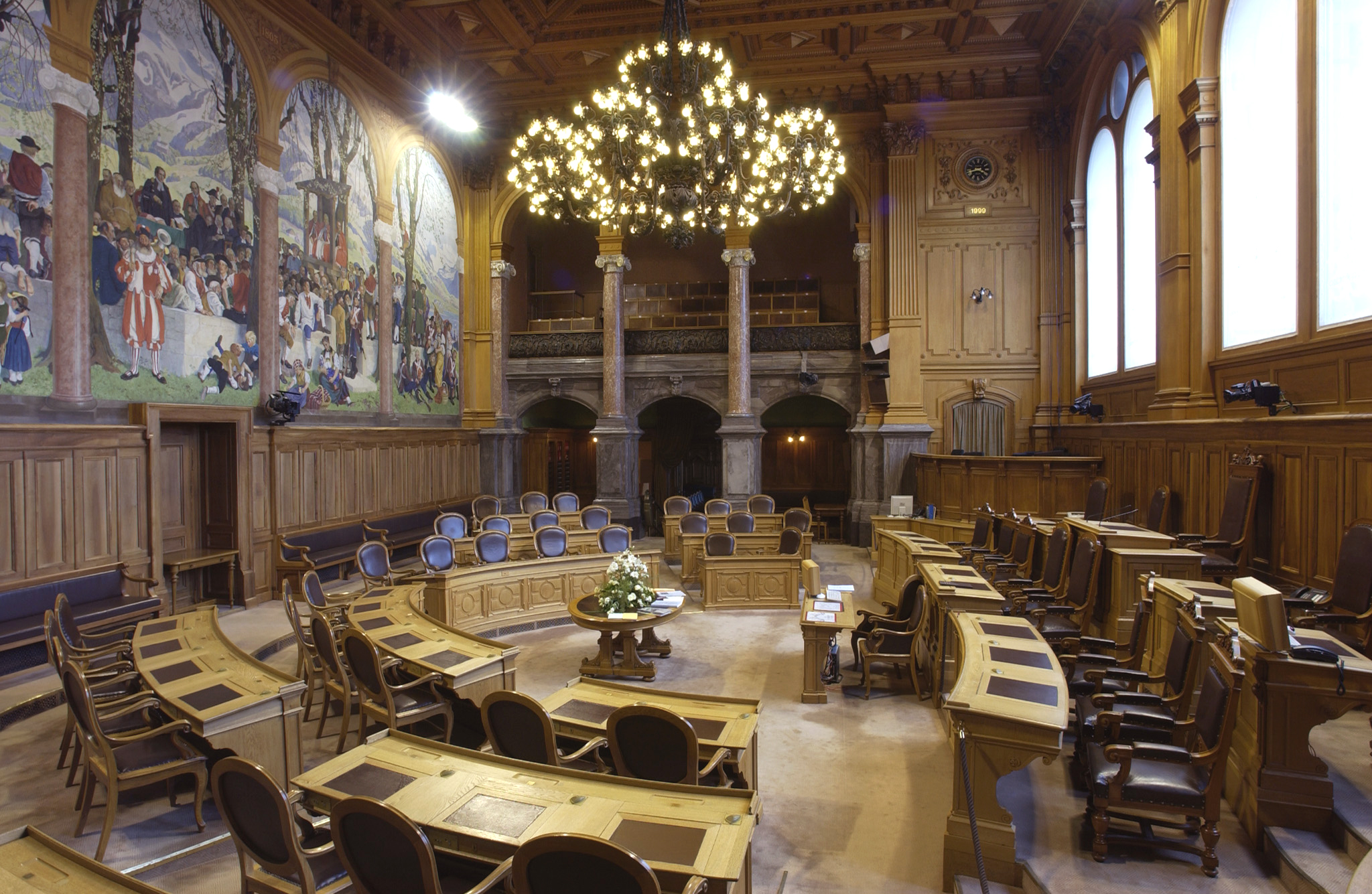
Ständeratssaal

Der Ständerat – die kleine Kammer des Parlaments – hat 46 Abgeordnete. Die Bundesverfassung bestimmt, dass jeder Kanton zwei Mandate in der kleinen Kammer des Parlaments stellt. Eine Ausnahme bilden jene Kantone, die vormals als «Halbkantone» aufgeführt wurden: Basel-Stadt, Basel-Landschaft, Obwalden, Nidwalden, Appenzell Ausserrhoden und Appenzell Innerrhoden entsenden nur einen Abgeordneten. Dadurch ist die Zahl von 46 Abgeordneten festgelegt.
Die Wahl und Amtsdauer der Ständeräte liegen in der Zuständigkeit der Kantone. Somit existiert de jure im Gegensatz zum Nationalrat keine Gesamterneuerungswahl, demzufolge auch keine konstituierende Sitzung und auch keine Alterspräsidenten. Jeder Kanton ist also frei darin, den Zeitpunkt der Wahl und das Wahlverfahren für seine Ständeratsmitglieder selbst festzulegen.
In der Zeit seit der Gründung der Eidgenossenschaft haben sich die Wahlverfahren zwischen den Kantonen soweit harmonisiert, dass bis auf den Kanton Appenzell Innerrhoden alle Ständeratssitze am selben Tag neu gewählt werden wie der Nationalrat. Die Ständeratswahlen richten sich nach kantonalem Recht: Als Wahlverfahren haben die meisten Kantone das Majorzwahlrecht festgelegt, wobei die Kandidierenden im ersten Wahlgang das (kantonal unterschiedlich berechnete) absolute Mehr erreichen müssen, in einem allfälligen zweiten Wahlgang gilt dann das einfache Mehr. Bis 2011 genügte im Kanton Genf im ersten Wahlgang ein qualifiziertes Mehr von einem Drittel. Die Kantone Jura und Neuenburg wählen nach dem Proporz. Im Kanton Glarus verfügen 16- und 17-Jährige über das aktive Wahlrecht auf kantonaler Ebene, sie können daher bei der Wahl des Ständerates mitbestimmen.
Für alle Kantone mit Majorzverfahren gilt zudem, dass bei Ausscheiden eines Ständeratsmitglieds eine Neuwahl angesetzt werden muss. Das so bestimmte neue Mitglied im Ständerat ist dann aber nur für die Dauer bis zur nächsten regulären Ständeratswahl gewählt. So wurde beispielsweise im Frühjahr 2011 im Kanton Bern Adrian Amstutz als neuer Ständerat gewählt, weil die bisherige Simonetta Sommaruga zur Bundesrätin gewählt worden war. Amstutz musste sich nun im Herbst 2011 der Wiederwahl stellen und schied aus. Aus demselben Grund werden bei Ständeratswahlen auch Stichwahlen nötig, falls weniger Kandidaten das absolute Mehr erreicht haben, als Sitze zu vergeben sind.

## Kandidaturen

### Parteien
Anders als in vielen Staaten kennt die Schweiz kein ausgeprägtes Parteienrecht. Parteien und politische Organisationen sind Vereine im Sinne Art. 60 des schweizerischen Zivilgesetzbuchs. Die Bundeskanzlei führt ein Parteienregister, in der sich jede Partei eintragen kann, sofern sie mindestens ein Nationalratsmandat hat oder in mindestens drei Kantonen mit mindestens je drei Mitgliedern im Parlament vertreten ist. Politische Organisationen, die nicht registriert sind, können kantonale Wahllisten einreichen, wenn sie eine gewisse Anzahl Unterschriften einreichen. In den Kantonen Zürich und Bern werden 400 Unterschriften verlangt, in den Kantonen Aargau, Genf, St. Gallen und Waadt 200, in allen übrigen 100.
Folgende Tabelle bietet eine Übersicht über die Parteien und Gruppierungen, die in der Parlamentslegislatur 2011–2015 in der Bundesversammlung vertreten waren oder in mindestens drei Kantonen für die Nationalratswahlen kandidieren:
|  | Partei                                    | Kürzel  | Fraktion | Position                                                        |
|  | ----------------------------------------- | ------- | -------- | --------------------------------------------------------------- |
|  | Schweizerische Volkspartei                | SVP     | V        | Nationalkonservatismus, Wirtschaftsliberalismus, Isolationismus |
|  | Sozialdemokratische Partei                | SP      | S        | Sozialdemokratie                                                |
|  | FDP.Die Liberalen                         | FDP     | RL       | Klassischer Liberalismus                                        |
|  | Christlichdemokratische Volkspartei       | CVP     | CE       | Christdemokratie                                                |
|  | Grüne Partei der Schweiz                  | GPS     | G        | Grüne Politik                                                   |
|  | Bürgerlich-Demokratische Partei           | BDP     | BD       | Zentrismus, Liberaler Konservatismus                            |
|  | Grünliberale Partei                       | glp     | GL       | Grüne Politik, Liberalismus                                     |
|  | Evangelische Volkspartei                  | EVP     | CE       | Wertkonservatismus, Politische Mitte                            |
|  | Lega dei Ticinesi                         | Lega    | V        | Rechtspopulismus, Regionalismus                                 |
|  | Mouvement citoyens genevois               | MCG     | V        | Rechtspopulismus                                                |
|  | Christlichsoziale Partei Obwalden         | CSP OW  | CE       | Christdemokratie                                                |
|  | Eidgenössisch-Demokratische Union         | EDU     | –        | Religiöse Rechte                                                |
|  | Partei der Arbeit der Schweiz/SolidaritéS | PdA/Sol | –        | Kommunismus, Linkssozialismus                                   |
|  | Alternative Liste                         | AL      | –        | linksalternative Politik, Sozialismus                           |
|  | Mitte-Links CSP                           | CSP     | –        | Christliche Linke                                               |
|  | Piratenpartei Schweiz                     | PPS     | –        | Piratenpartei                                                   |
|  | Schweizer Demokraten                      | SD      | –        | Nationalismus, Isolationismus                                   |
|  | ecopop                                    |         | –        | Bevölkerungsbegrenzung, Umweltschutz                            |
|  | Integrale Politik Schweiz                 | IP      | –        | Integrale Theorie                                               |
|  | Direktdemokratische Partei Schweiz        | DPS     | –        | Nationalismus, Islamkritik, Rechtsextremismus                   |

### Nationalrat
SVP, SP und FDP traten in allen 20 Kantonen an, die mehrere Personen in den Nationalrat wählen; die CVP in allen Mehrpersonenwahlkreisen ausser Schaffhausen, die Grünen in allen ausser Graubünden. Diese fünf Parteien traten zudem in mindestens einem der sechs Einpersonen-Kantonen an. Die BDP stellte sich in vierzehn Mehrpersonenkantonen und einem Einpersonenwahlkreis (Glarus) zur Wahl, die Grünliberalen in siebzehn Mehrpersonenwahlkreisen. Erstmals bei Nationalratswahlen kandidierten die Grünen im Kanton Schaffhausen (genauer die zur GPS gehörende Ökoliberale Bewegung Schaffhausen), die Grünliberalen in Schwyz, Neuenburg und im Tessin sowie die BDP in Genf.
In einigen Kantonen schickten diese grössere Parteien mehrere regionalen Listen ins Rennen. Die Jungparteien der sieben grösseren Parteien kandidierten in den meisten Kantonen auf eigenen Listen. Geschlechterlisten gab es bei der SP Bern (Männer- und Frauenliste) und Zug (Hauptliste sowie unterstützende Frauen- und Männerliste) sowie bei mehreren bürgerlichen Parteien in Basel-Stadt und Solothurn (unterstützende Frauenliste). Zudem gab es bei diesen sieben Parteien vereinzelt Listen für Senioren, Auslandschweizer, Secondos oder Unternehmer sowie Listen mit speziellen Themenschwerpunkten (beispielsweise Umweltlisten der FDP). Vereinzelt stellten Parteien (z. B. aus strategischen Gründen) auch mehrere Hauptlisten auf, ohne dass ein klares Unterscheidungsmerkmal ersichtlich wäre (so etwa die SVP Graubünden oder die CVP Solothurn). In einigen Kantonen existieren aus geschichtlichen oder inhaltlichen Gründen mehrere kantonale Parteien innerhalb einer schweizerischen Partei (beispielsweise LDP Basel, Grünalternative Bern oder CSP Oberwallis); diese Gruppierung kandidierten auch separat. Wann immer eine Partei mehrere Liste hatte, bestanden zwischen diesen Listen Listenverbindungen oder Unterlistenverbindung, daher schadete es bei der Berechnung der Sitzverteilung nicht, dass die Stimmen für eine Partei sich auf mehrere Listen aufteilten.
Die beiden evangelischen Kleinparteien EVP (mitte-links) und EDU (rechts) traten in je zwölf Kantonen zur Wahl an. Auch sie traten regelmässig mit mehreren Listen an, insbesondere mit solchen ihrer Jungparteien. Die links-christliche CSP stellte sich in Freiburg, Jura und im Wallis unter der Bezeichnung „Mitte-Links CSP“ zur Wahl. Im Einpersonenkanton Obwalden kandidierte erneut Nationalrat Karl Vogler von der mit keiner schweizerischen Partei verbunden Christlichsoziale Partei Obwalden – er gehört im Nationalrat allerdings zur CVP-Fraktion und seine politische Positionen liegen in der Mitte der CVP-Fraktion.
Von den linken Kleinparteien präsentierten Partei der Arbeit und SolidaritéS in Genf und der Waadt gemeinsame Listen, in Neuenburg, Bern und dem Jura trat die PdA allein an. Die Alternative Liste kandidierte in Zürich und Schaffhausen – in Zürich gab es auch eine (mit der AL unterverbundene) PdA-Liste. Im Tessin kandidierte neben der PdA der partito communista, der 2014 aus der PdA ausgeschlossen worden war.
Von den rechten Kleinparteien kandidierten die bisher schon im Nationalrat vertretenen regionalen Protestparteien Lega dei Ticinesi im Tessin und Mouvement citoyens genevois in Genf. Die Schweizer Demokraten hatten in fünf Kanton Listen eingereicht. Die neugegründete Pegida-nahe Direktdemokratische Partei Schweiz kandidierte in drei Kantonen mit je einer Person, die rechtsextreme PNOS trat nur im Kanton Waadt an.
Vier weitere Kleinparteien kandidierten in mehreren Kantonen: Die Piratenpartei in sieben Kantonen, die esoterische Gruppierung Integrale Politik Schweiz in vier, der durch seine abgelehnte Volksinitiative bekannt gewordene Verein Ecopop in drei, die Liste du Vote Blanc in zwei (Waadt und Neuenburg). Zudem kandidieren in verschiedenen Kantonen diverse Lokalparteien, Splittergruppen oder Ein-Personen-Listen.

### Ständerat
Für den Ständerat stellen Parteien üblicherweise einen Kandidaten auf, wobei diese Kandidaturen neben echter Wahlaspiration teilweise auch für die gleichzeitigen Nationalratswahlen werben sollen. Zwei Kandidierende pro Partei werden nur ausnahmsweise aufgestellt (dominierende Stellung in einem Kanton, entsprechende kantonale Sitte, in Neuenburg und Jura aufgrund des Proporz). Bei geringen Chancen verzichten besonders in kleineren Kantonen auch Grossparteien oft auf eine Bewerbung.
Insgesamt zeigte sich folgendes Bild (erster Wahlgang, ohne Appenzell Innerrhoden): Die CVP trat in 19 Kantonen mit insgesamt 24 Kandidaten für den Ständerat an. Die SVP hatte in 16 Kantonen 21 Kandidierende. Für die FDP stellte sich in 19 Kantonen zwanzig Kandidierende zur Wahl. Die SP präsentierte 18 Personen in 17 Kantonen. Zusätzlich stellte die Junge SVP im Kanton Waadt zwei eigene Kandidaten (neben zwei der der Mutterpartei), ein Jungfreisinniger kandidierte in Basel und zwei Jungsozialisten in Schwyz. Für die Grünen kandidierten 14 Kandidierende in 13 Kantone, für die GLP 10 in 11 Kantonen. Die BDP hatte in fünf Kantonen je eine Kandidatur. Die EVP kandidierte in vier Kantonen (Zürich, Bern, Aargau, St. Gallen), die kleinen Linksparteien in ihren drei traditionellen Hochburgen Genf, Waadt und Neuenburg mit jeweils zwei Personen. Lega und MCG stellten in ihren jeweiligen Kantonen je eine Person auf. Die Piratenpartei hatte in Zug und Zürich einen Ständeratskandidat, in Bern deren zwei. Einen CSP-Kandidaten gab es nur im Wallis, die EDU verzichtete ganz auf Kandidaturen. Auch für den Ständerat traten verschiedene Kleinstgruppierungen an und in mehreren Kantonen präsentierten sich Parteilose (darunter der Bisherige Thomas Minder).

## Umfragen
| Institut          | Datum              | SVP  | SP   | FDP  | CVP  | GPS | BDP | glp | EVP | Sonstige |
| ----------------- | ------------------ | ---- | ---- | ---- | ---- | --- | --- | --- | --- | -------- |
| Sotomo/20 Minuten | 2. Oktober 2015    | 29,0 | 18,4 | 15,8 | 11,4 | 7,4 | 4,9 | 5,2 | –   | 7,9      |
| gfs.Bern          | 26. September 2015 | 27,9 | 19,2 | 16,7 | 11,5 | 7,2 | 4,6 | 5,0 | 1,9 | 6,0      |
| OpinionPlus       | 19. September 2015 | 27,8 | 19,0 | 17,1 | 10,8 | 7,1 | 4,4 | 4,4 | 2,2 | 7,2      |
| Sotomo/20 Minuten | 9. September 2015  | 29,0 | 17,6 | 16,8 | 11,2 | 6,9 | 4,9 | 5,1 | –   | 8,5      |
| gfs.Bern          | 24. August 2015    | 28,0 | 19,3 | 16,9 | 11,1 | 7,4 | 4,2 | 4,3 | 1,7 | 7,1      |
| OpinionPlus       | 3. August 2015     | 26,1 | 18,1 | 16,9 | 10,9 | 6,7 | 5,6 | 5,3 | 2,0 | 8,4      |
| Sotomo/20 Minuten | 6. Juli 2015       | 27,6 | 18,2 | 16,4 | 12,0 | 6,8 | 4,9 | 5,0 | –   | 9,1      |
| gfs.Bern          | 4. Juni 2015       | 26,1 | 19,3 | 17,1 | 11,5 | 7,4 | 4,4 | 4,8 | 1,9 | 7,5      |
| gfs.Bern          | 13. März 2015      | 26,2 | 19,6 | 16,3 | 11,8 | 7,5 | 4,6 | 5,6 | 1,9 | 6,5      |
| Letzte Wahl       | 23. Oktober 2011   | 26,6 | 18,7 | 15,1 | 12,3 | 8,4 | 5,4 | 5,4 | 2,0 | 6,1      |

Bemerkungen: Angaben in Prozent. Das Datum bezeichnet den mittleren Zeitpunkt der Umfrage, nicht den Zeitpunkt der Publikation der Umfrage.

## Ergebnisse der Nationalratswahlen

### Parteien, Stimmen, Sitze

Stärkste Parteien in den Kantonen und Sitzverteilung

Stärkste Partei nach Bezirken

Stärkste Partei nach Gemeinden

Resultate aus den Kantonen unter Schweizer Parlamentswahlen 2015/Resultate Nationalratswahlen
Anmerkung zu den Wählerzahlen: In den Mehrpersonenwahlkreisen (20 Kantone, welchen insgesamt 194 von 200 Sitzen zustehen) hat jeder Wähler so viele Stimmen, wie in seinem Kanton Sitze zu vergeben sind (im Kanton Zürich 35, im Kanton Jura 2). Diese Stimmen kann er an beliebige Kandidaten der sich zur Wahl stellenden Listen vergeben (Panaschieren). Eine Stimme für einen Kandidaten ist gleichzeitig eine Stimme für dessen Partei. Hat ein Wähler nicht alle seine Stimmen an Kandidierende vergeben, gehen diese Stimmen als sogenannte «Zusatzstimmen» an die von ihm gewählte Liste. Hat der Wähler keine Liste ausgewählt, sondern einen so genannten «Wahlzettel ohne Parteibezeichnung» verwendet, verfallen nicht benutzte Stimmen (sog. Leere Stimmen).
Um zu überkantonal vergleichbaren Ergebnissen zu kommen, wird hier die so genannte «Wählerzahl» verwendet. Diese erhält man, indem man die Stimmen durch die Anzahl der Sitze teilt. Weil aber ein Wähler seine Stimmen auf mehrere Parteien verteilen kann, entstehen Stimmenbruchteile. Bei den unten angegebenen ganzen Wählerzahlen handelt es sich daher um gerundete Werte. Diese stellen nicht mehr als eine statistische Fiktion dar. Im Kanton Aargau z. B., der 16 Mandate zu vergeben hat, kann ein «Wähler» auch aus 16 Personen bestehen, die je einen Kandidaten der betreffenden Partei auf ihrer Liste aufgeführt haben.
| Partei                                                   | Stimmen | % (+/−) | % (+/−) | Sitze (+/−) | Sitze (+/−) |
| -------------------------------------------------------- | ------- | ------- | ------- | ----------- | ----------- |
| Schweizerische Volkspartei                               | 734'171 | 29,43   | +2,83   | 65          | +11         |
| Sozialdemokratische Partei                               | 470'339 | 18,86   | +0,16   | 43          | −3          |
| FDP.Die Liberalen                                        | 408'793 | 16,39   | +1,26   | 33          | +3          |
| Christlichdemokratische Volkspartei                      | 289'719 | 11,61   | −0,68   | 27          | −1          |
| Grüne Partei der Schweiz                                 | 176'075 | 7,06    | −1,38   | 11          | −4          |
| Grünliberale Partei                                      | 115'604 | 4,63    | −0,76   | 7           | −5          |
| Bürgerlich-Demokratische Partei                          | 102'598 | 4,11    | −1,32   | 7           | −2          |
| Evangelische Volkspartei                                 | 47'355  | 1,90    | −0,10   | 2           | 0           |
| Eidgenössisch-Demokratische Union                        | 29'701  | 1,19    | −0,07   | 0           | 0           |
| Lega dei Ticinesi                                        | 24'713  | 0,99    | +0,20   | 2           | 0           |
| Partei der Arbeit/solidaritéS                            | 20'199  | 0,81    | −0,06   | 1           | +1          |
| Piratenpartei                                            | 10'373  | 0,42    | −0,07   | 0           | 0           |
| Christlichsoziale Partei Obwalden                        | 9'911   | 0,40    | +0,03   | 1           | 0           |
| Alternative Liste (SH, ZH)                               | 8'908   | 0,36    | +0,03   | 0           | 0           |
| Mouvement citoyens genevois (GE)                         | 8'069   | 0,32    | −0,11   | 1           | 0           |
| Mitte-Links CSP                                          | 5'207   | 0,21    | −0,06   |             |             |
| ecopop (AG, VD, ZH)                                      | 3'649   | 0,15    | +0,15   |             |             |
| Schweizer Demokraten                                     | 3'052   | 0,12    | −0,08   |             |             |
| Demokratie ermöglichen (Andreas Fagetti, NW)             | 2'776   | 0,11    | +0,11   |             |             |
| Kunst + Politik (ZH)                                     | 2'307   | 0,09    | +0,09   |             |             |
| Integrale Politik (AG, GE, LU, SG)                       | 1'883   | 0,08    | +0,07   |             |             |
| Tierpartei Schweiz (ZH)                                  | 1'796   | 0,07    | −0,08   |             |             |
| MontagnaViva (TI)                                        | 1'609   | 0,06    | −0,02   |             |             |
| Alpenparlament (BE)                                      | 1'324   | 0,05    | −0,01   |             |             |
| Liste du vote blanc 1 (NE, VD)                           | 1'266   | 0,05    | +0,05   |             |             |
| Philipp Jutzi (BE)                                       | 1'199   | 0,05    | +0,05   |             |             |
| Direktdemokratische Partei Schweiz (SO, SG, TG)          | 942     | 0,04    | +0,04   |             |             |
| Partito Communista della Svizzera Italiana (TI)          | 907     | 0,04    | +0,04   |             |             |
| Stopp Stau und Blitzerterror – die Autofahrer Liste (ZH) | 821     | 0,03    | +0,03   |             |             |
| Partei National Orientierter Schweizer (VD)              | 792     | 0,03    | −0,02   |             |             |
| Parteifrei (SG)                                          | 710     | 0,03    | +0,03   |             |             |
| Volks-Aktion gegen zu viele Ausländer und Asylanten (BS) | 698     | 0,03    | −0,01   |             |             |
| Grüne-Unabhängige (BL)                                   | 656     | 0,03    | +0,03   |             |             |
| Graines du futur 2 (VS)                                  | 458     | 0,02    | +0,02   |             |             |
| Parteilose Schweizer (LU)                                | 451     | 0,02    | +0,02   |             |             |
| Sarah Bösch – das Original (SG)                          | 379     | 0,02    | +0,02   |             |             |
| Rauraque du Nord (Jura-Separatisten, JU)                 | 376     | 0,02    | 3 −0,01 |             |             |
| Nouveau Parti Libéral (NE)                               | 347     | 0,01    | +0,01   |             |             |
| Nichtwähler.ch (AG)                                      | 300     | 0,01    | +0,01   |             |             |
| Unabhängigkeitspartei up! (ZH)                           | 284     | 0,01    | +0,01   |             |             |
| Les Indépendants Vaudois 4 (VD)                          | 274     | 0,01    | +0,01   |             |             |
| Flückiger Hans-Ueli (Hanf-Ueli) (ZH)                     | 267     | 0,01    | +0,01   |             |             |
| Sozial-Liberale Bewegung (AG)                            | 245     | 0,01    | −0,07   |             |             |
| Marcel Giger Amden parteilos (SG)                        | 242     | 0,01    | +0,01   |             |             |
| el presidente (SO)                                       | 231     | 0,01    | +0,01   |             |             |
| Zentrumspartei (ZH)                                      | 205     | 0,01    | +0,01   |             |             |
| Patriotisch-Liberale Demokraten (GR)                     | 135     | 0,01    | +0,01   |             |             |
| Anti PowerPoint Partei (ZH)                              | 125     | 0,00    | −0,00   |             |             |
| DU – Die Unpolitischen (ZH)                              | 123     | 0,00    | +0,00   |             |             |
| Lösungsorientierte Volks-Bewegung (AG)                   | 118     | 0,00    | +0,00   |             |             |
| Lega Sud (Ti)                                            | 104     | 0,00    | +0,00   |             |             |
| I Liberisti (TI)                                         | 83      | 0,00    | +0,00   |             |             |
| mach-politik.ch (BS)                                     | 65      | 0,00    | +0,00   |             |             |
| Mouvement Démocratique Cademos (NE)                      | 63      | 0,00    | +0,00   |             |             |
| impossible alternative 5 (NE)                            | 51      | 0,00    | +0,00   |             |             |
| Schweizer Freiheit und Recht (ZH)                        | 48      | 0,00    | +0,00   |             |             |
| vereinzelte Stimmen in Einpersonenwahlkreisen            | 1'321   | 0,05    | −0,01   |             |             |

### Wähleranteile in den Kantonen (mit mehreren Sitzen)
Wählerzahlen, Prozente kleinerer Parteien und Namen der Gewählten unter Schweizer Parlamentswahlen 2015/Resultate Nationalratswahlen
| Kanton           | SVP    | SP     | FDP    | CVP    | Grüne  | glp   | BDP    | EVP   | EDU   | PdA, Sol, AL |
| ---------------- | ------ | ------ | ------ | ------ | ------ | ----- | ------ | ----- | ----- | ------------ |
| Aargau           | 38,0 % | 16,1 % | 15,1 % | 8,6 %  | 5,5 %  | 5,2 % | 5,1 %  | 3,3 % | 1,1 % |              |
| Basel-Landschaft | 29,8 % | 22,2 % | 15,8 % | 9,1 %  | 14,2 % | 2,7 % | 2,8 %  | 2,2 % | 0,4 % |              |
| Basel-Stadt      | 17,6 % | 33,3 % | 21,3 % | 6,4 %  | 11,2 % | 4,8 % | 1,1 %  | 2,3 % | 0,5 % |              |
| Bern             | 33,1 % | 19,7 % | 9,3 %  | 1,8 %  | 8,5 %  | 6,0 % | 11,8 % | 4,3 % | 2,8 % | 0,5 %        |
| Freiburg         | 25,9 % | 24,2 % | 14,2 % | 22,7 % | 5,3 %  | 3,2 % | 1,3 %  | 0,7 % | 0,8 % |              |
| Genf             | 17,6 % | 19,9 % | 20,5 % | 12,1 % | 11,5 % | 2,3 % | 1,0 %  | 0,6 % | 0,2 % | 6,1 %        |
| Graubünden       | 29,7 % | 17,6 % | 13,3 % | 16,8 % |        | 7,9 % | 14,5 % |       |       |              |
| Jura             | 12,8 % | 23,7 % | 16,8 % | 27,6 % | 7,3 %  |       |        |       |       | 3,8 %        |
| Luzern           | 28,5 % | 13,6 % | 18,5 % | 23,9 % | 7,1 %  | 5,8 % | 1,4 %  | 0,6 % |       |              |
| Neuenburg        | 20,4 % | 23,7 % | 24,4 % | 3,6 %  | 9,3 %  | 3,4 % | 1,0 %  |       |       | 12,2 %       |
| Schaffhausen     | 45,3 % | 28,8 % | 12,9 % |        | 3,4 %  |       |        |       | 5,1 % | 4,4 %        |
| Schwyz           | 42,6 % | 13,1 % | 20,6 % | 19,5 % | 1,4 %  | 2,8 % |        |       |       |              |
| Solothurn        | 28,8 % | 20,0 % | 21,2 % | 14,8 % | 5,6 %  | 3,5 % | 3,4 %  | 1,2 % | 0,5 % |              |
| St. Gallen       | 35,8 % | 14,2 % | 14,3 % | 16,6 % | 5,7 %  | 4,9 % | 3,6 %  | 1,8 % | 0,9 % |              |
| Tessin           | 11,3 % | 15,9 % | 23,7 % | 20,1 % | 3,5 %  | 0,8 % |        |       |       | 0,5 %        |
| Thurgau          | 39,9 % | 12,7 % | 13,0 % | 13,1 % | 5,4 %  | 6,2 % | 3,8 %  | 2,3 % | 3,4 % |              |
| Waadt            | 22,6 % | 22,2 % | 26,8 % | 4,1 %  | 11,3 % | 3,9 % | 1,8 %  | 1,1 % | 0,7 % | 2,9 %        |
| Wallis           | 22,1 % | 13,3 % | 18,1 % | 39,8 % | 4,9 %  |       |        |       |       |              |
| Zug              | 30,5 % | 13,8 % | 17,6 % | 26,4 % | 7,2 %  | 3,6 % |        |       |       |              |
| Zürich           | 30,7 % | 21,4 % | 15,3 % | 4,2 %  | 6,9 %  | 8,2 % | 3,6 %  | 3,1 % | 2,1 % | 2,0 %        |
| Schweiz          | 29,4 % | 18,8 % | 16,4 % | 11,6 % | 7,1 %  | 4,6 % | 4,1 %  | 1,9 % | 1,2 % | 1,2 %        |

### Sitzverteilung in den Kantonen
Für die Namen der Gewählten siehe Schweizer Parlamentswahlen 2015/Resultate Nationalratswahlen
| Kanton                 | Total | SVP | SVP | SP | SP | FDP | FDP | CVP 4 | CVP 4 | Grüne | Grüne | glp | glp | BDP | BDP | EVP | EVP | Lega | Lega | MCG | MCG | PdA/POP | PdA/POP |
| ---------------------- | ----- | --- | --- | -- | -- | --- | --- | ----- | ----- | ----- | ----- | --- | --- | --- | --- | --- | --- | ---- | ---- | --- | --- | ------- | ------- |
| Aargau                 | 16    | 7   | +1  | 2  | −1 | 3   | +1  | 1     |       | 1     |       | 1   |     | 1   |     |     |     |      |      |     |     |         |         |
| Appenzell Ausserrhoden | 1     | 1   | +1  |    |    | 0   | −1  |       |       |       |       |     |     |     |     |     |     |      |      |     |     |         |         |
| Appenzell Innerrhoden  | 1     |     |     |    |    |     |     | 1     |       |       |       |     |     |     |     |     |     |      |      |     |     |         |         |
| Basel-Landschaft       | 7     | 2   |     | 2  |    | 1   |     | 1     |       | 1     |       |     |     |     |     |     |     |      |      |     |     |         |         |
| Basel-Stadt            | 5     | 1   |     | 2  |    | 1   |     | 0     | −1    | 1     | +1    |     |     |     |     |     |     |      |      |     |     |         |         |
| Bern                   | 25    | 9   | +1  | 6  |    | 2   |     |       |       | 2     | −1    | 2   |     | 3   | −1  | 1   |     |      |      |     |     |         |         |
| Freiburg               | 7     | 2   | +1  | 2  | −1 | 1   |     | 2     |       |       |       |     |     |     |     |     |     |      |      |     |     |         |         |
| Genf                   | 11    | 2   |     | 3  |    | 3   | +1  | 1     |       | 1     | −1    |     |     |     |     |     |     |      |      | 1   |     |         |         |
| Glarus                 | 1     |     |     |    |    |     |     |       |       |       |       |     |     | 1   |     |     |     |      |      |     |     |         |         |
| Graubünden             | 5     | 2   | +1  | 1  |    |     |     | 1     |       |       |       | 0   | −1  | 1   |     |     |     |      |      |     |     |         |         |
| Jura                   | 2     |     |     | 1  |    |     |     | 1     |       |       |       |     |     |     |     |     |     |      |      |     |     |         |         |
| Luzern                 | 10    | 3   | +1  | 1  |    | 2   |     | 3     |       | 1     |       | 0   | −1  |     |     |     |     |      |      |     |     |         |         |
| Neuenburg              | 4     | 1   |     | 1  |    | 1   | −1  |       |       | 0     | −1    |     |     |     |     |     |     |      |      |     |     | 1       | +1      |
| Nidwalden              | 1     | 1   |     |    |    |     |     |       |       |       |       |     |     |     |     |     |     |      |      |     |     |         |         |
| Obwalden               | 1     |     |     |    |    |     |     | 1     |       |       |       |     |     |     |     |     |     |      |      |     |     |         |         |
| Schaffhausen           | 2     | 1   |     | 1  |    |     |     |       |       |       |       |     |     |     |     |     |     |      |      |     |     |         |         |
| Schwyz                 | 4     | 2   | +1  | 0  | −1 | 1   |     | 1     |       |       |       |     |     |     |     |     |     |      |      |     |     |         |         |
| Solothurn              | 6     | 2   |     | 2  |    | 1   |     | 1     | −1    |       |       |     |     |     |     |     |     |      |      |     |     |         |         |
| St. Gallen             | 12    | 5   | +1  | 2  |    | 2   | +1  | 3     |       | 0     | −1    | 0   | −1  |     |     |     |     |      |      |     |     |         |         |
| Tessin                 | 8     | 1   |     | 1  |    | 2   |     | 2     |       |       |       |     |     |     |     |     |     | 2    |      |     |     |         |         |
| Thurgau                | 6     | 3   |     | 1  |    | 1   | +1  | 1     |       |       |       | 0   | −1  |     |     |     |     |      |      |     |     |         |         |
| Uri                    | 1     | 1   | +1  |    |    | 0   | −1  |       |       |       |       |     |     |     |     |     |     |      |      |     |     |         |         |
| Waadt                  | 18    | 4   |     | 5  | −1 | 5   | +1  | 1     |       | 2     |       | 1   |     |     |     |     |     |      |      |     |     |         |         |
| Wallis                 | 8     | 2   | +1  | 1  | −1 | 1   |     | 4     | +1    |       |       |     |     |     |     |     |     |      |      |     |     |         |         |
| Zug                    | 3     | 1   |     |    |    | 1   |     | 1     |       |       |       |     |     |     |     |     |     |      |      |     |     |         |         |
| Zürich                 | 35    | 12  | +1  | 9  | +2 | 5   | +1  | 2     |       | 2     | −1    | 3   | −1  | 1   | −1  | 1   |     |      |      |     |     |         |         |
| Schweiz                | 200   | 65  | +11 | 43 | −3 | 33  | +3  | 28    | −1    | 11    | −4    | 7   | −5  | 7   | −2  | 2   | ±0  | 2    | ±0   | 1   | ±0  | 1       | +1      |

### Nicht Wiedergewählte
- Aargau: Max Chopard-Acklin (SP)
- Basel-Stadt: Markus Lehmann (CVP), Daniel Stolz (FDP)
- Bern: Heinz Siegenthaler (BDP), Aline Trede (Grüne)
- Freiburg: Ursula Schneider Schüttel (SP)
- Genf: Anne Mahrer (Grüne)
- Graubünden: Josias Gasser (glp)
- Luzern: Roland Fischer (glp)
- Schwyz: Andy Tschümperlin (SP)
- Solothurn: Roland Borer (SVP), Urs Schläfli (CVP)
- St. Gallen: Yvonne Gilli (Grüne), Margrit Kessler (glp)
- Tessin: Pierre Rusconi (SVP)
- Thurgau: Thomas Böhni (glp)
- Waadt: Jacques Neirynck (CVP), Christian van Singer (Grüne)
- Wallis: Jean-René Germanier (FDP)
- Zürich: Hans Fehr (SVP), Thomas Maier (glp), Christoph Mörgeli (SVP), Ernst Schibli (SVP), Rudolf Winkler (BDP)

### Neugewählte
- Aargau: Thomas Burgherr (SVP), Thierry Burkart (FDP), Jonas Fricker (Grüne), Andreas Glarner (SVP), Matthias Jauslin (FDP)
- Appenzell Ausserrhoden: David Zuberbühler (SVP)
- Basel-Landschaft: Sandra Sollberger-Muff (SVP)
- Basel-Stadt: Sibel Arslan (Grüne), Christoph Eymann (FDP.L)
- Bern: Manfred Bühler (SVP), Erich Hess (SVP), Werner Salzmann (SVP)
- Freiburg: Pierre-André Page (SVP)
- Genf: Laurence Fehlmann Rielle (SP), Benoît Genecand (FDP), Lisa Mazzone (Grüne)
- Graubünden: Duri Campell (BDP), Magdalena Martullo-Blocher (SVP)
- Luzern: Andrea Gmür-Schönenberger (CVP), Franz Grüter (SVP)
- Neuenburg: Philippe Bauer (FDP), Denis de la Reussille (PdA)
- Schwyz: Marcel Dettling (SVP)
- Solothurn: Christian Imark (SVP)
- St. Gallen: Thomas Ammann (CVP), Marcel Dobler (FDP),  Barbara Keller-Inhelder (SVP)
- Tessin: Marco Chiesa (SVP), Giovanni Merlini (FDP)
- Thurgau: Hermann Hess (FDP)
- Uri:  Beat Arnold (SVP)
- Waadt: Claude Béglé (CVP), Frédéric Borloz (FDP), Daniel Brélaz (Grüne), Michaël Buffat (SVP), Jacques Nicolet (SVP), Laurent Wehrli (FDP)
- Wallis: Jean-Luc Addor (SVP), Géraldine Marchand-Balet (CVP), Philippe Nantermod (FDP), Franz Ruppen (SVP), Roberto Schmidt (CVP)
- Zürich: Angelo Barrile (SP), Hans-Ulrich Bigler (FDP), Tim Guldimann (SP), Roger Köppel (SVP), Min Li Marti (SP), Mattea Meyer (SP), Regine Sauter (FDP), Priska Seiler Graf (SP), Barbara Steinemann (SVP), Mauro Tuena (SVP), Hans-Ueli Vogt (SVP), Bruno Walliser (SVP), Claudio Zanetti (SVP)

## Ergebnisse der Ständeratswahlen

### Sitzverteilung
Für detaillierte Ergebnisse mit Stimmen aller Kandidierenden in den Kantonen siehe Resultate der Ständeratswahlen (2015–2019).
| Partei    | Wahlen 2015 | Wahlen 2011 |
| --------- | ----------- | ----------- |
| CVP       | 13          | 13          |
| FDP       | 13          | 11          |
| SP        | 12          | 11          |
| SVP       | 5           | 5           |
| Grüne     | 1           | 2           |
| GLP       | –           | 2           |
| BDP       | 1           | 1           |
| parteilos | 1           | 1           |

### Gewählte Ständerätinnen und Ständeräte
Detaillierte Ergebnisse mit Stimmen aller Kandidierenden unter Resultate der Ständeratswahlen (2015–2019).
| Kanton                 | 1. Ständeratssitz                     | 2. Ständeratssitz                  |
| ---------------------- | ------------------------------------- | ---------------------------------- |
| Aargau                 | Pascale Bruderer, SP (bisher)         | Philipp Müller, FDP (neu)          |
| Appenzell Ausserrhoden | Andrea Caroni, FDP (neu)              | nur ein Sitz                       |
| Appenzell Innerrhoden  | Ivo Bischofberger, CVP (bisher)       | nur ein Sitz                       |
| Basel-Landschaft       | Claude Janiak, SP (bisher)            | nur ein Sitz                       |
| Basel-Stadt            | Anita Fetz, SP (bisher)               | nur ein Sitz                       |
| Bern                   | Werner Luginbühl, BDP (bisher)        | Hans Stöckli, SP (bisher)          |
| Freiburg               | Christian Levrat, SP (bisher)         | Beat Vonlanthen, CVP (neu)         |
| Genf                   | Liliane Maury Pasquier, SP (bisher)   | Robert Cramer, Grüne (bisher)      |
| Glarus                 | Thomas Hefti, FDP (bisher)            | Werner Hösli, SVP (bisher)         |
| Graubünden             | Stefan Engler, CVP (bisher)           | Martin Schmid, FDP (bisher)        |
| Jura                   | Claude Hêche, SP (bisher)             | Anne Seydoux-Christe, CVP (bisher) |
| Luzern                 | Konrad Graber, CVP (bisher)           | Damian Müller, FDP (neu)           |
| Neuenburg              | Didier Berberat, SP (bisher)          | Raphaël Comte, FDP (bisher)        |
| Nidwalden              | Hans Wicki, FDP (neu)                 | nur ein Sitz                       |
| Obwalden               | Erich Ettlin, CVP (neu)               | nur ein Sitz                       |
| Schaffhausen           | Hannes Germann, SVP (bisher)          | Thomas Minder, parteilos (bisher)  |
| Schwyz                 | Alex Kuprecht, SVP (bisher)           | Peter Föhn, SVP (bisher)           |
| Solothurn              | Pirmin Bischof, CVP (bisher)          | Roberto Zanetti, SP (bisher)       |
| St. Gallen             | Karin Keller-Sutter, FDP (bisher)     | Paul Rechsteiner, SP (bisher)      |
| Tessin                 | Filippo Lombardi, CVP (bisher)        | Fabio Abate, FDP (bisher)          |
| Thurgau                | Brigitte Häberli-Koller, CVP (bisher) | Roland Eberle, SVP (bisher)        |
| Uri                    | Isidor Baumann, CVP (bisher)          | Josef Dittli, FDP (neu)            |
| Waadt                  | Géraldine Savary, SP (bisher)         | Olivier Français, FDP (neu)        |
| Wallis                 | Jean-René Fournier, CVP (bisher)      | Beat Rieder, CVP (neu)             |
| Zug                    | Joachim Eder, FDP (bisher)            | Peter Hegglin, CVP (neu)           |
| Zürich                 | Daniel Jositsch, SP (neu)             | Ruedi Noser, FDP (neu)             |